# Tesia everetti
La tesia de Everett (Tesia everetti) es una especie de ave paseriforme de la familia Cettiidae endémica de las islas menores de la Sonda centrales, pertenecientes a Indonesia. Su nombre conmemora al zoólogo y administrador colonial británico Alfred Hart Everett.

## Distribución y hábitat
Se encuentra únicamente en las islas de Sumbawa, Flores y Adonara, en el centro de las islas menores de la Sonda.

## Subespecies
Se reconocen las siguientes:
- T. e. everetti (Hartert, 1897): Flores.
- T. e. sumbawana (Rensch, 1928): Sumbawa.